# Gsindl
Gsindl ist eine oberbayrische Rockband, die Texte auf Bairisch singt.

## Geschichte
Gsindl wurde 1995 in Neufarn gegründet. Die Band gab mehrere hundert Konzerte, unter anderem im Vorprogramm der Spider Murphy Gang, Liquido, Die Happy, von Roger Chapman oder Manfred Mann. Ihre Lieder sind größtenteils Eigenkompositionen.

## Diskografie

### Alben
- 1998: dermaßen
- 2001: Jetz werds haarig
- 2003: ... gernham
- 2006: Ned danz'n!
- 2010: aufdrahd
- 2011: unsdochwurschd
- 2014: Voischattn
- 2021: Gsindlsuperdinger
- 2025: Alte Liebe

### DVDs
- 2008: obdrahd